# Claude Brécourt
Pour les articles homonymes, voir Brécourt (homonymie).
Claude Brécourt, né le 9 avril 1942 à Paris 15e, est un comédien français.

## Biographie
Il a été directeur du théâtre de Fontainebleau, ville dont il fut par ailleurs conseiller municipal.
C'est le père de l'acteur David Brécourt.
Acteur de cinéma et de théâtre, il doit sa célébrité à ses rôles dans des séries télévisées. Il est en particulier le procureur dans Julie Lescaut.

## Filmographie

### Cinéma
- 1994 : Des feux mal éteints : Le chroniqueur
- 1994 : Priez pour nous : Monsieur Vieljeux
- 1997 : Comme des rois : Roche
- 2001 : Le Baiser mortel du dragon : Le concierge de l'hôtel
- 2001 : Change moi ma vie : Serge, agent Nina
- 2008 : De l'autre côté du lit : Mari aristo
- 2009 : Coco avant Chanel : Directeur de l'Alcazar

### Télévision
- 1966 : La tour Eiffel qui tue (téléfilm) : Evariste
- 1971 : Au théâtre ce soir : Caroline de Somerset Maugham, mise en scène Grégoire Aslan, réalisation Pierre Sabbagh, Théâtre Marigny : Rex
- 1972 : Au théâtre ce soir : Félicity de Noël Coward, mise en scène Jacques François, réalisation Georges Folgoas, Théâtre Marigny : Nigel
- 1974 : Au théâtre ce soir : Candida de George Bernard Shaw, mise en scène Jean Desailly, réalisation Jean Royer, Théâtre Marigny : Lexy
- 1985 : La dixième de Beethoven (téléfilm) : Le prêtre
- 1991 : Le gang des tractions (série télévisée)
- 1992 : Escapade à Paris (téléfilm) : Le portier de l'hôtel London
- 1992 : La place du père (téléfilm) : Le directeur Interassur
- 1992 : Commissaire Moulin (série télévisée) : Le préfet de police
- 1993 : Meurtre en ut majeur (téléfilm) : Le bâtonnier Colma
- 1994 : Deux justiciers dans la ville (série télévisée) : Le préfet
- 1994 - 2007 : Julie Lescaut (série télévisée) : Le procureur
- 1995 : Les Cordier, juge et flic (série télévisée) : Le directeur de la police
- 1995 : Les Cinq Dernières Minutes (série télévisée) : Hubert Lapierre
- 1996 : Le comédien (téléfilm) : Le directeur
- 1996 : Le Crabe sur la banquette arrière (téléfilm) : François
- 1997 : Clara et son Juge (téléfilm) : Le médecin légiste
- 1997 : Sous le soleil (série télévisée) : Hubert de Talence
- 1999 : Un homme en colère (série télévisée) : Le juge de Coster
- 2000 : Les Misérables de Josée Dayan : Le directeur de la sûreté
- 2002 et 2006 : Joséphine, ange gardien (série télévisée) : Le banquier / Le pédiatre (De toute urgence !)
- 2002 et 2006 : Avocats et Associés (série télévisée) : Le président de Brice / Le président du dossier Reverdy / Le juge de l'affaire Lenoir
- 2004 : La Crim' (série télévisée) : Marc Guestant
- 2006 : Élodie Bradford (série télévisée) : Le père de Nicolas
- 2009 : Adresse inconnue (série télévisée) : Le chirurgien Myriam
- 2009 : Un homme d'honneur (téléfilm) : Le conseiller de Pierre Bérégovoy
- 2010 : Le Pigeon de Lorenzo Gabriele (téléfilm) : Cayol

## Théâtre
- 1966 : Le Cheval évanoui de Françoise Sagan, mise en scène Jacques Charon, Théâtre du Gymnase
- 1968 : Le Cheval évanoui de Françoise Sagan, mise en scène Jacques Charon, Théâtre du Gymnase, Théâtre des Ambassadeurs
- 1969 : Le Misanthrope de Molière, mise en scène Jean Meyer, Théâtre des Célestins
- 1970 : Le Soir du conquérant de Thierry Maulnier, mise en scène Pierre Franck, Théâtre Hébertot
- 1970 : Le Procès Karamazov de Diego Fabbri, mise en scène Pierre Franck, Théâtre de la Michodière
- 1970 : Cyrano de Bergerac d'Edmond Rostand, Théâtre des Célestins (Lyon) avec Jean Marais
- 1974 : Le Bourgeois gentilhomme de Molière, mise en scène Jean Meyer, Théâtre des Célestins
- 1974 : Les Bienfaits de la culture d'Alexis Nikolaïevitch Tolstoï, mise en scène Jean Meyer, Théâtre des Célestins
- 1975 : On ne badine pas avec l'amour de Alfred de Musset, mise en scène Jean Meyer, Théâtre des Célestins
- 1975 : La Poudre aux yeux de Eugène Labiche, mise en scène Jean Meyer, Théâtre des Célestins
- 1975 : Ruy Blas de Victor Hugo, mise en scène Jean Meyer, Théâtre des Célestins
- 1977 : Hamlet de William Shakespeare, mise en scène Julien Bertheau, Théâtre des Célestins
- 1982 : La Dixième de Beethoven de Peter Ustinov, mise en scène Philippe Rondest, Théâtre de la Madeleine
- 1991 : Calamity Jane de Jean-Noël Fenwick, mise en scène Jacques Rosny, Théâtre Montparnasse
- 1993 : Les Désarrois de Gilda Rumeur de Maria Pacôme, mise en scène Jean-Luc Moreau, Théâtre Saint-Georges